# Effektiv ränta

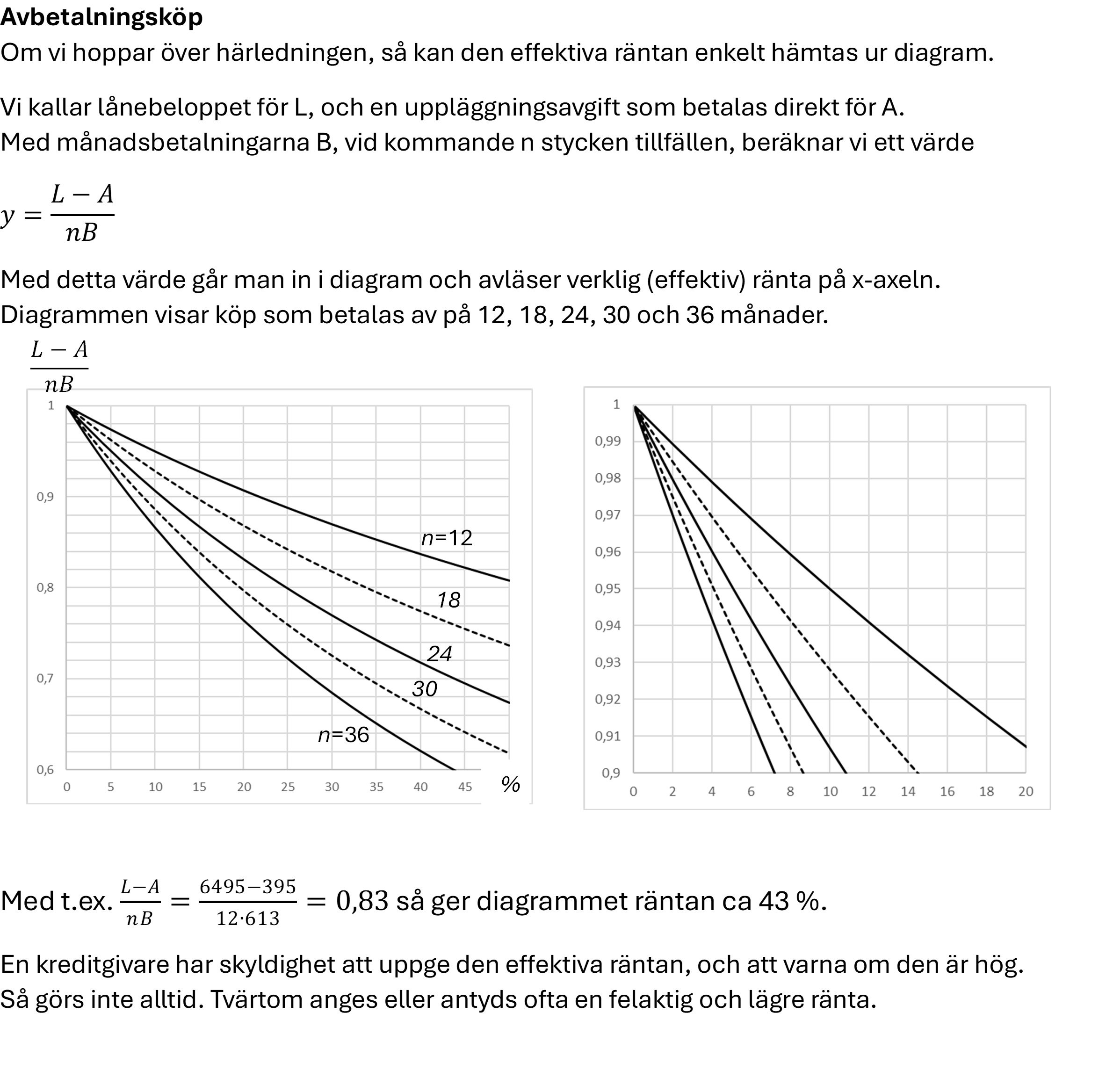
Effektiv ränta vid avbetalningsköp

Med effektiv ränta eller effektiv årsränta avses kostnaden (ränta och avgifter) för en kredit uttryckt som en årlig räntesats på kreditbeloppet. Räntesatsen beräknas som om räntan betalas en gång per år, och ofta används räntedagsbasen 360/360. Genom omräkning till effektiv ränta kan man lättare jämföra räntor som annars uttrycks på olika sätt. 

## Effektiv ränta på konsumentkrediter
Beräkning av effektiv ränta på konsumentkrediter regleras i Sverige i förordning SFS 2010:1855 samt i Konsumentverkets anvisningar. Den effektiva räntan ska beräknas med hänsyn till samtliga kostnader, samt när betalningarna sker.  Kreditkostnaden är summan av räntor, tillägg och andra kostnader för ett lån. I Sverige föregår löpande regleringar gällande räntor i Konsumentkreditlagen, till dagens datum blev Konsumentkreditlagen sist uppdaterad år 2021. Eftersom ränta kan beräknas på olika sätt kan den effektiva räntan vara olika, även utan att avgifter och räntesats skiljer sig mellan olika lån. Ett exempel är de ränta-på-ränta-effekter man får då tillgottskrivandet eller betalningen sker fler gånger än en per år.

### Ett enkelt exempel
Du har 1 januari (måndag) 100 kr på ett konto, får 5 % i ränta per år. Enligt sedvanlig modell skall du den 31 december ha 105 kr. Skulle banken emellertid utbetala räntan två gånger per år skulle du få först 2,5 kr i ränta, sedan 2,5625 kr varför summan blir 105,0625 kr - det vill säga ungefär 105,1 Kr. Den effektiva räntan i det senare fallet är ca 5,1 %. Ju fler utbetalningstillfällen - desto högre ränta (dock aldrig högre än exp(r)-1, där r är till exempel 0,05 för 5 % ränta).
Ett annat exempel: Du sätter in 100 kr på ett konto 1 januari och låser dem i två år, mot en ränta på 5 % per år. Efter två år får du dina 5 kr/år för 2 år, d.v.s. 10 kr, och har totalt fått 10 % ränta. Detta motsvarar en effektiv ränta på 4,88 % (vilket med ränta-på-ränta-effekter i två år ger 10 % totalt).

## Diskussion om effektiv ränta
Effektiv ränta är bara ett av måtten man bör använda sig av då man jämför krediter. Numera krävs att även den totala lånekostnaden presenteras i samband med uppgiften om effektiv ränta. Detta för att få mer rättvisa prisjämförelser av snabbkrediter vid exempelvis SMS-lån. I den effektiva räntan ingår alla kostnader. Därför ger den en bra jämförelse för konsumenter som överväger att ingå ett kreditavtal. I en utredning om SMS-lån finns ett exempel på en månadsbetalning på 149 kr, med 25 kr i aviavgift. Den effektiva räntan på årsbasis blir då 543 %. Det jämförs med SMS-lån på 500–600 kr, med en månads löptid. 
Ett räntefritt lån om 1.000 kr med en aviavgift på 25 kr/mån får en effektiv ränta om 30 %. Det är samma sak som att låna ut 1.000 kr till 30 % ränta (förutom att det blir billigare den andra månaden i exemplet med en räntesats om 30 % ifall amortering sker månadsvis).
En annan effekt är de fall då banken betalar ut ränta månadsvis till konto. En effektiv ränta på 12 % ger inte en utbetalning om 100 kr i månaden ifall man har 10.000 kr stående på ett konto. Här blir effekten i stället en nominell ränta om 11,39 %. Eftersom de flesta institut och aktörer är intresserade av att se så fördelaktiga ut som möjligt redovisar de den effektiva räntan när det handlar om avkastning på insatta sparmedel och den nominella räntan för lån. I fallet med kontomedel insatta fås 94,89 kr månatligen om den effektiva räntan är 12 %.

## Beräkningar
Beräkningen av effektiv ränta är ofta ganska krånglig, i synnerhet om det handlar om belopp som både betalas ut och återbetalas i flera omgångar. Exakt tillvägagångssätt finns beskrivet i Europaparlamentets direktiv som återges i Konsumentverkets anvisningar. I princip ställer man upp en ekvation där nuvärdet av kreditbeloppet ska vara lika med nuvärdet av samtliga belopp som kredittagaren ska erlägga. Direktivet ger följande ekvation som definition av effektiva räntan:
{\displaystyle \sum _{k=1}^{m}C_{k}(1+X)^{-t_{k}}=\sum _{j=1}^{n}D_{j}(1+X)^{-s_{j}}}
där
- X är den effektiva räntan,
- m är det tal som motsvarar det sista kreditutnyttjandets plats i tidsföljden,
- k är det tal som motsvarar ett kreditutnyttjandes plats i tidsföljden, dvs. 1 ≤ k ≤ m,
- Ck är storleken på kreditutnyttjande nr k,
- tk är tiden, uttryckt i år och delar av år, mellan datumet för det första kreditutnyttjandet och datumet för varje kreditutnyttjande, dvs. t1 = 0,
- n är det tal som motsvarar den sista återbetalningens eller avgiftsbetalningens plats i tidsföljden,
- j är det tal som motsvarar en återbetalning eller avgiftsbetalning i tidsföljden,
- Dj är storleken på en återbetalning eller avgiftsbetalning,
- sj är tiden, uttryckt i år och delar av år, mellan datumet för det första kreditutnyttjandet och datumet för varje återbetalning eller avgiftsbetalning.

Det vänstra ledet ger nuvärdet av utbetalningarna, det högra av inbetalningarna. Den effektiva räntan är den ränta X då dessa är lika. 

## Lagtexter
- Konsumentkreditlag (SFS 2010:1846) (lagen.nu).
- Förordning om beräkning av effektiv ränta vid konsumentkrediter (SFS 2010:1855) (lagen.nu).